# Iranobrium abbreviatum
Iranobrium abbreviatum là một loài bọ cánh cứng trong họ Cerambycidae.